# Pałac w Borku
Pałac w Borku – wybudowany na przełomie XVII–XVIII w. w Borku.

## Położenie
Pałac położony jest w  Borku – wsi w Polsce, w województwie dolnośląskim, w powiecie głogowskim, w gminie Głogów.

## Historia
Pałac w latach 20. XIX w. a dokładnie w 1826 r., został przebudowany. Po roku 1880 Lehfeldtowie przebudowali pałac w stylu pruskiego eklektyzmu klasycystycznego i dobudowali jedną kondygnację. Na początku XIX wieku postawiono potężny gazon z fontanną, który obiegała prowadząca na podjazd droga.  park, z XIX w. W przypałacowy park wkomponowano rosnące wcześniej leśne drzewa: dęby, kasztanowce, klony, lipy, sosny, świerki, oraz dosadzone na przełomie wieków XIX i XX robinie akacjowe. W północno-wschodniej części parku powstał wydłużony staw.

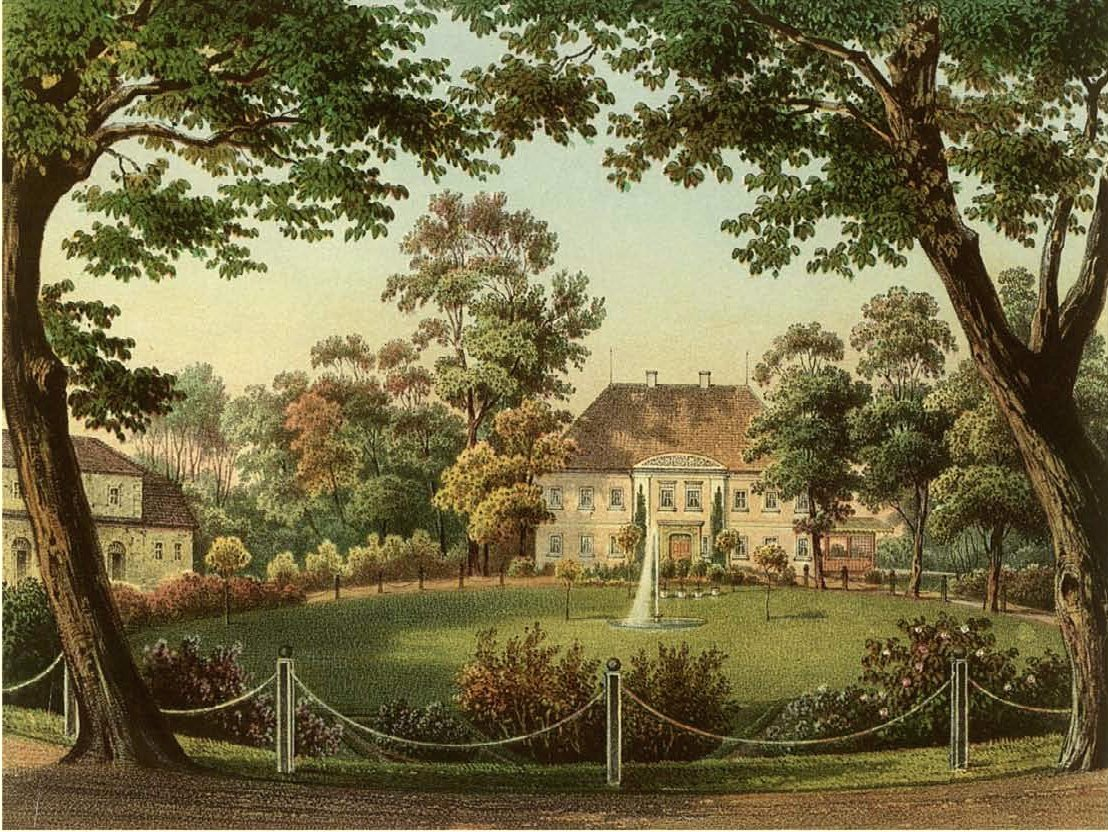
Pałac w Borku na litografii A. Dunckera